# لكلاكلة (السيفة الجنوبية)
لكلاكلة هو دُوَّار يقع بجماعة السيفا، إقليم الرشيدية، جهة درعة تافيلالت في المملكة المغربية. ينتمي الدوّار لمشيخة السيفة الجنوبية التي تضم 3 دواوير. يقدر عدد سكانه بـ 1,759 نسمة حسب الإحصاء الرسمي للسكان والسكنى لسنة 2004.

## روابط خارجية
- البوابة الوطنية للجماعات الترابية نسخة محفوظة 12 مارس 2018 على موقع واي باك مشين.
- المندوبية السامية للتخطيط